# Фелицин Верваке
Фелицин Верваке (хол. Félicien Vervaecke; 11. март 1907 — 31. октобар 1986) је бивши белгијски професионални бициклиста у периоду од 1929. до 1941. године. Верваке је двоструки победник брдске класифијације на Тур де Франсу.

## Каријера
Вервеке је почео каријеру 1929. године, први значајнији резултат био му је друго место на Туру Еурометрополе, прву победу остварио је на трци Париз—Ленс, до краја сезоне забележио је још једну победу и треће место на Париз—Лил трци. Наредне две године остварио је по једну победу, а 1932. возио је свој први Тур де Франс, али га је напустио током седме етапе. 1934. је почео победом на трци у Розелару, а затим је освојио етапу на Ђиро д’Италији. Овога пута је успио да заврши Тур де Франс, освојио је четврто место.
1935. је освојио етапу на Париз—Ници, треће место на националном првенству, а на Тур де Франсу се попео за једно место, завршио је трећи и освојио је брдску класификацију, сезону је завршио трећим местом на трци у Дурнику. 1936. остварио је две победе, освојио је етапу на Париз—Ници, а затим је остварио највећу победу у каријери, освојио је етапу на Тур де Франсу и још једном је завршио на трећем месту у генералном пласману. 1937. је освојио етапу и брдску класификацију на Тур де Франсу, а 1938. је освојио четири етапе на Туру, то су му биле једине победе те две године. 1938. је завршио други у брдској класифијацији и у генералном пласману, док задњи Тур који је возио, 1939. није завршио. Задњу победу остварио је на Тур де Јура трци, у Швајцарској. Возио је Индивидуално и током Другог светског рата, а и након рата је возио једну годину.